# Sinabung
 Der er for få eller ingen kildehenvisninger i denne artikel, hvilket er et problem. Du kan hjælpe ved at angive troværdige kilder til de påstande, som fremføres i artiklen.

Sinabung (Indonesisk: Gunung Sinabung) er en stratovulkan på Karo-platauet på Nord-Sumatra i Indonesien. Sinabung er beliggende ca. 40 km fra supervulkanen Lake Toba. Bjerget er 2.460 meter højt. Sinabung har en række ældre lavastrømme på sine sider og havde ikke været i udbrud siden 1600, men gik i udbrud den 29. august 2010. Sinabung har siden været i udbrud i 2013, 2014 og 2019.

## Udbruddet i 2010
Vulkanen havde været inaktiv i mange år, men gik i august 2010 atter i udbrud, hvor aske blev kastet op i atmosfæren i op til 1,5 kilometers højde, og lava strømmede ud af krateret.
De indonesiske myndigheder blev rapporteret at have evakueret "mindst 12 000 mennesker" fra området. Den 3. september 2010 noteredes to yderligere udbrud, der sendte en askesky op i 3 kilometers højde. Samtidig med udbruddet opstod en række jordskælv i området. Den 7. september skete det indtil da kraftigste udbrud fra vulkanen med en askesky på op til 5 km i atmosfæren. Grundet kraftig regn under udbruddet opstod store områder med mudder i området, der ødelagde afgrøder, ejendomme og infrastruktur. Der var dog ingen dødsfald som direkte følge af udbruddet.

## Nye udbrud i 2013 og 2014
Den 5. november 2013 gik Sinabung atter i udbrud, hvilket medførte omfattende evakuering af beboere inden for en radius af tre kilometer fra vulkanen. Udbruddet sendte en aksesky 7 km op i atmosfæren. Der blev den 11. november iagttaget en pyroklastisk askelavine ned ad bjergsiden.
Der er siden registreret en række udbrud, herunder udbrud den 4. januar 2014, der atter sendte en askesky op i atmosfæren. Ved udbruddet den 4. januar omkom en række husdyr grunden askeskyens indhold af giftige gasser. Udbruddet medførte tillige omfattende materielle ødelæggelser. Ved udbruddet den 1 februar er der indtil videre 17 dræbte, men man regner med at finde flere omkomne efterhånden som man får eftersøgt mere af de beboede områder.

## Udbrud i 2019
I maj 2019 havde vulkanen et udbrud, der resulterede i en ca. 2 kilometer høj askesky og i lokale ødelæggelser af landsbyer.
Måneden efter, i juni 2019, gik vulkanen atter i udbrud, hvilket resulterede i en mere end syv kilometer høj askesky og en 3 til 3,5 km lang pyroklastisk askelavine.